# Правонаступництво
Правонасту́пництво — перехід прав і обов'язків від одного суб'єкта до іншого. Воно може бути універсальним або частковим.
За універсального правонаступництва до правонаступника (фізичної або юридичної особи) переходять усі права і обов'язки того суб'єкта, якому вони належали раніше. Це має місце у разі спадкування, об'єднання в одне кількох підприємств, установ, організацій. За часткового правонаступництва від одного до іншого суб'єкта переходять лише окремі права і обов'язки.
При правонаступництві держави вирішується питання про перегляд міжнародних договорів, їх денонсацію, членство у міжнародних міжурядових організаціях, власність, фінансові ресурси і державні борги. У міжнародному праві питання правонаступництва держави розглядаються у Віденській конвенції про правонаступництво держав (1983 p.)
Відповідно до п. 2 ч. 1 ст. 512 Цивільного кодексу України самостійною підставою заміни кредитора у зобов'язанні є правонаступництво. Цивільному праву відомі дві форми правонаступництва — універсальне та сингулярне.
При універсальному правонаступництві до правонаступника разом з правами первісного кредитора переходять і його обов'язки. Найпоширенішими випадками універсального правонаступництва у сучасному цивільному праві є спадкове правонаступництво і правонаступництво в разі реорганізації юридичної особи. При сингулярному правонаступництві до правонаступника переходить тільки певне право кредитора, як, наприклад, при договірній передачі прав вимоги (цесії).
Таким чином, вбачається, що законодавець, закріплюючи правонаступництво як самостійну підставу заміни кредитора, мав на увазі саме універсальне правонаступництво.
Підставою заміни кредитора внаслідок правонаступництва (так само як і внаслідок виконання зобов'язання за боржника поручителем, майновим поручителем або іншою третьою особою) буде пряма вказівка акта цивільного законодавства (ч.3 ст.11 ЦК України), а також настання певних обставин, які мають юридичне значення (наприклад, припинення юридичної особи шляхом реорганізації).
Пункт 3 ч.1 ст. 512 ЦК України як самостійну підставу заміни кредитора встановлює виконання обов'язку боржника поручителем або заставодавцем (майновим поручителем). Зазначена норма в частині переходу прав кредитора до поручителя, який виконав зобов'язання за боржника відповідає змісту ст. 139 ЦК УРСР. Водночас законодавством України про заставу не було врегульовано ситуацію, коли заставодавець, що не є боржником за основним зобов'язанням (майновий поручитель), виконував його обов'язок перед кредитором. Зазначена норма ЦК України усуває наведену прогалину в регулюванні заставних правовідносин.
Новелою для цивільного законодавства України є закріплення в тексті чинного ЦК такої підстави переходу прав кредитора, як виконання обов'язку боржника третьою особою. Відповідно до ст. 528 ЦК України зобов'язання може бути виконане не тільки самим боржником, але й третіми особами. У цьому разі кредитор зобов'язаний прийняти виконання, запропоноване за боржника третьою особою. Необхідно зазначити, що в законі передбачаються випадки, коли таке виконання за боржника третьою особою не припиняє зобов'язання, але тягне за собою заміну кредитора. У теорії цивільного права виконання зобов'язання (платежу) із вступом третьої особи в права кредитора дістало назву суброгації.
Суброгація відрізняється від регресних зобов'язань. Основна відмінність суброгації від регресу полягає в тому, що при суброгації переходить існуюче право з усіма його забезпеченнями, а регрес породжує нове право. Регресне право виникає автоматично у випадках, зазначених у законі, після припинення головного зобов'язання внаслідок його виконання третьою особою. При суброгації третя особа вступає в існуюче зобов'язання, витісняючи з нього первісного кредитора.
Не можна погодитися з непоодинокими випадками ототожнення українськими науковцями поняття «цесії» з поняттям «заміни кредитора у зобов'язанні». Заміна кредитора у зобов'язанні є родовим поняттям по відношенню до цесії (відступлення права вимоги за договором).
Особливо слід зазначити, що цесія і суброгація є самостійними підставами заміни кредитора у зобов'язанні. Відтак, юридично некоректними слід визнати твердження, що правовим наслідком суброгації є цесія.
Навпаки, правовим наслідком і суброгації, і цесії, і універсального правонаступництва є заміна кредитора у зобов'язанні.
Заміна осіб у зобов'язанні пов'язана з тим, що попередні учасники зобов'язань вибувають з цих відносин, а їх права та обов'язки у повному обсязі переходять до суб'єктів, які їх замінюють. Заміна осіб у зобов'язанні може набувати форми заміни кредитора або заміни боржника.
Заміна кредитора — це уступка кредитором своїх прав вимоги за зобов'язанням іншій особі. Вона має назву цесії. Кредитор, який поступається своїм правом вимоги за зобов'язанням третій особі, називається цедентом, а особа, якій кредитор поступається своїм правом вимоги за зобов'язанням — цесіонарієм. Для цесії (уступки вимоги) необхідною є угода між старим і новим кредитором, тобто між цедентом і цесіонарієм. Згоди боржника на здійснення цесії не потрібно, оскільки вона ніякою мірою не погіршує його становище. Дійсно, для боржника не має значення кому передавати виконання зобов'язання — старому чи новому кредиторові. Якщо у зв'язку з цесією (заміною кредитора) необхідні додаткові витрати боржника для виконання, ці витрати відносяться на рахунок кредитора. Крім того, на підставі ст. 200 ЦК України боржник зберігає всі заперечення проти нового кредитора, які він міг протиставити попередньому кредиторові. Так, якщо продавець продав річ покупцеві, а потім передав свої права вимоги третій особі (відбулася заміна кредитора — цесія), покупець зберігає відповідні права, які належать йому в договорі купівлі-продажу щодо нового учасника цих відносин. За умов, коли покупець знайде в придбаній речі дефекти, він вправі посилатися на них при розрахунках з новим учасником договору купівлі-продажу — цесіонарієм. Проте, хоч при уступці вимоги згоди боржника не потрібно, старий кредитор (цедент) зобов'язаний повідомити боржника про цесію, яка відбулася, а також передати документи, які засвідчують право вимоги, новому кредиторові (цесіонарію). У противному разі відповідно до ст. 199 ЦК України боржник може виконати зобов'язання старому кредиторові і не нестиме відповідальність перед цесіонарієм, який набуває права витребувати виконання лише від цедента, а не від боржника.
Вимога, що передається іншій особі в порядку цесії, переходить до нього в тому обсязі, в якому вона раніше належала цедентові. Для цесіонарія зберігають силу всі засоби забезпечення зобов'язання (застава, завдаток, порука тощо) відповідно до ч. З ст. 197 ЦК України. Якщо боржник ухиляється від виконання, то тільки до нього і може бути пред'явлена вимога з боку цесіонарія. Однак при уступці вимоги щодо фактично недійсного, неіснуючого зобов'язання перед цесіонарієм відповідатиме цедент, тобто попередній кредитор. Інакше кажучи, цедент відповідає перед цесіонарієм за недійсність переданої йому вимоги, але не відповідає за невиконання цього зобов'язання боржником (ч. 2 ст. 197 ЦК).
За загальними правилами ЦК України, цесія може застосовуватися у будь-яких зобов'язаннях, винятки встановлені лише для вимог, уступка яких суперечить закону, договору, який може виключати уступку будь-якої вимоги або якщо вимога пов'язана безпосередньо з особою кредитора (ч. 1 ст. 197 ЦК). Так, ч. 2 ст. 197 ЦК У країни безпосередньо забороняє уступку вимоги про відшкодування майнової шкоди, яка спричинена ушкодженням здоров'я або заподіянням смерті.
Відповідно до ч. 2 ст. 512 ЦК України заміна кредитора може відбуватися і з інших підстав, встановлених у законі. В ЦК України містяться норми, відповідно до яких права кредитора можуть бути переведені на іншу особу на підставі судового рішення. Так, зокрема, відповідно до ч. 4 ст. 362 ЦК України у разі продажу частки у праві спільної часткової власності з порушенням переважного права купівлі співвласник може пред'явити до суду позов про переведення на нього прав та обов'язків покупця. Аналогічною правовою можливістю законодавець наділив власника земельної ділянки у разі порушення його переважного права придбання права користування цією земельною ділянкою (ст. 411 ЦК), а також наймача житла у випадку порушення його переважного права на укладення договору найму житла на новий строк (ст. 822 ЦК). Вбачається, що переведення прав кредитора (його заміна) в наведених випадках повною мірою відповідає ч.2 ст. 512.
В інших випадках порушення переважного права (наприклад, порушення переважного права учасника товариства з обмеженою відповідальністю на придбання частки іншого учасника в майні товариства з обмеженою відповідальністю (ст. 147 ЦК), члена виробничого кооперативу на придбання паю іншого члена кооперативу (ст. 166 ЦК), заставодержателя одержати задоволення з вартості заставленого майна (ст. 572, 588 ЦК)) у суду відсутні правові підстави для переведення прав кредитора на особу, переважне право якої порушено. За таких умов зазначена особа вправі використовувати інші способи захисту своїх цивільних прав та інтересів відповідно до ст. 16 ЦК України.
Норма, що міститься в ч. 3 ст.512 ЦК України, за якою кредитор не може бути замінений, якщо така заміна суперечить договору або закону, не є новою для цивільного законодавства України. Аналогічні правила були в усіх попередніх кодифікаціях українського цивільного законодавства (ЦК УРСР 1922 р., ЦК УРСР 1963 р.).
Договірна передача зобов'язальних вимог кредитора всупереч положенням первісного договору або всупереч законодавчій забороні є підставою для визнання такого договору недійсним відповідно до положень статей 203, 215 ЦК України.
У сучасних умовах у зв'язку з активним запровадженням ринкових принципів господарювання інститут цесії значно поширився у підприємницьких відносинах.
Внаслідок переведення боргу (заміни боржника) попередній боржник вибуває із зобов'язання і замінюється новим. Для переведення боргу безперечно потрібна згода нового боржника, оскільки якщо договір як вольовий акт не може вчинятися без волевиявлення кожного із контрагентів, то тим більше не можна поза своєю волею стати боржником уже існуючого зобов'язання. Але переведення боргу не можна здійснити і без згоди кредитора. Цим переведення боргу відрізняється від цесії (уступки вимоги). Таке положення зрозуміло, оскільки для боржника зазвичай не має значення особа кредитора, якому він має вручити виконання, але для кредитора не однаково, хто буде виступати перед ним як боржник, оскільки виконання безумовно залежить і від платоспроможності боржника та від інших ознак, які характеризують особу боржника. Саме виходячи з цього, на підставі ст. 523 ЦК України і порука, і застава, встановлені третьою особою на забезпечення виконання зобов'язання, з переведенням боргу припиняються, якщо поручитель або заставодавець не висловили своєї згоди відповідати також і за нового боржника.
Новий боржник має право виставляти проти вимог кредитора всі ті заперечення, які основані на відносинах між кредитором і первісним боржником (ст. 522 ЦК).
Сфера застосування переведення боргу обмежується тими самими межами, що встановлені для цесії. Стосовно форми уступка вимоги і переведення боргу підпорядковуються загальним правилам, які встановлені щодо форми правочину.
Так, ст. 521 ЦК України передбачає, що уступка вимоги і переведення боргу, які основані на правочині, здійсненій у письмовій формі, мають бути також вчинені у простій письмовій формі. Однак невиконання цієї умови не тягне за собою недійсності правочину про уступку вимоги або переведення боргу. В цьому разі застосовуються загальні правила, передбачені ст. 46 ЦК